# صدر اليوسفية
صدر اليوسفية هي قرية عراقية ريفية زراعية تقع جنوب غرب بغداد وشمال غرب اليوسفية وجنوب شرق مدينة الفلوجة على ضفاف نهر الفرات.
تقع قرية صدر اليوسفية على بعد ستة كيلومترات من جسر بزيبز الذي يشكل نقطة العبور الرئيسية بين محافظتي بغداد والأنبار خلال حرب داعش.